# 李广
李广（前187年至前179年期間—前119年），陇西成纪人，西汉时武将。一生与匈奴交战四十余年，大小七十余战，匈奴人畏其英勇，稱之為「飛將軍」。

## 生平
李廣的先祖是秦朝将領李信，将门世家出身。漢文帝十四年（前165年）從軍。
据《史记·李将军列传》记载，李广身高过人，猿臂善射，爱惜士卒，深得士兵的爱戴。李广为人廉洁，《史记》记载“得赏赐辄分其麾下，饮食与士共之。终广之身，为二千石；四十餘年，家无餘财”。李广在关外狩猎时射虎形之石，使得李广成了后世神射手的代名词之一，但李广一生都没有被封过侯。汉文帝曾向李广說：「如果你在汉高祖爭天下的时代，封為万户侯又算甚麼呢！」
有一次，李廣被敵人捉住，但他卻殺人奪馬，帶傷逃跑。也有一次，李廣和他的手下在和匈奴對戰的時候，被大軍包圍，手下皆亂，只有他用弓箭不停射殺匈奴人，令到對方不敢前進，最後支撐到援軍到來，把匈奴人殺退。

### 景帝时期
汉景帝七国之乱时，李广随周亚夫平乱建有军功，但因私自接受梁王所給的將軍印和賞賜，朝廷因而撤銷對李廣的封賞，同時不予承認此將軍頭銜。後來，被朝廷指派为上谷太守，与匈奴作战，随后出任上郡太守。

### 武帝时期
汉武帝时期，武帝因赏识李广名气，讓他擔任未央宫卫尉。前133年，汉武帝听从王恢之言，在马邑伏重兵意图围歼匈奴，但因单于生疑退兵而作罢。李广马邑之战时是骁骑将军，属护军将军，因此无功而返。
前129年，汉武帝遣李广、公孙敖、公孙贺和卫青四人率四万大军分别从雁门、云中、代郡、上谷四个方面同时出击入侵的匈奴军。卫青长途奔袭匈奴圣地龙城，杀敌七百；世家出身的公孙贺入敌境后没有撞见敌人，无功而返；禁卫军出身的公孙敖遭遇敌军，不敌，折损七千人后撤回；李广战败全军覆没而且被俘，后来夺弓掠马逃出。李广、公孙敖因为战败被廷尉提审，按军法当斩，付赎金后，废为庶人。
几年后，匈奴入侵辽西，杀死太守，并打败镇守渔阳的韩安国。汉武帝重新起用李广镇守右北平，匈奴人敬畏李广的威名，几年内没有骚扰辽西地区。

### 随卫伐匈
后来李广被调入京当郎中令，前123年，被重新封为将军，随卫青由定襄出击匈奴，但没能建功。前120年，李广率四千人出右北平配合张骞的部队作战，遭遇匈奴左贤王精锐四万人包围，僵持一天一夜，补给不足，损失惨重，后来张骞带领一万骑兵赶到，逼走匈奴解围。此战李广因损兵折将没有得到封赏，而张骞因为延误军机，按律当斩，后废为庶人。
前119年，汉武帝发动漠北之戰，由卫青、霍去病各率五万骑兵由定襄、代郡出击跨大漠远征匈奴本部，李广被分配跟随卫青出征。汉武帝经不起李广请求，同意他打先锋，但随后密信卫青，说李广犯楣运，不能给与先锋官的重任。卫青因此安排李廣与赵食其領兵支援東路，令李广颇为不满。由於路途過遠的關係，李廣在沙漠中迷路，延誤了戰鬥時機，导致单于突围逃走。漠北大战结束后李廣部才和主力部队会合，李廣因此犯延误战机罪受到卫青责问，不愿受军法审判，愤而自杀，享壽六十余岁。

## 家庭
李廣死時，他長子李當戶、次子李椒都已經過世，僅留下幼子李敢。李敢當時是霍去病的部下，因立有战功被封为关内侯，聽說父親死訊，認為是衛青陷害李廣，因此闹事打伤衛青。衛青本人並不追問李敢，但衛青的外甥霍去病卻不能接受部屬毆打自己舅舅，後來借甘泉宫狩猎的机会射殺了李敢。
李广的孙子李陵，少年时受到汉武帝的赏识。后来不愿随李广利部下效命，自荐以五千步兵出击匈奴，但是身陷重围兵败投降。李陵叛降后武帝以谋叛罪将李陵及其兄一家处死，而李广的另一个孙子李禹（李敢之子）也在巫蛊之祸时遭江充诬陷而被杀，陇西李氏从此衰败。

## 历史评价
司马迁在《史记》中对李广评价很高，“传曰‘其身正，不令而行；其身不正，虽令不从’。其李将军之谓也？余睹李将军悛悛如鄙人，口不能道辞。及死之日，天下知与不知，皆为尽哀。彼其忠实心诚信于士大夫也？谚曰“桃李不言，下自成蹊”。此言虽小，可以谕大也。”（《史记·李将军列传第四十九》）“勇于当敌，仁爱士卒，号令不烦，师徒乡之。”（《太史公自序》）；曾用“桃李不言，下自成蹊”两句话来赞美李广。蹊，小路。意指，桃樹、李樹並不會說話，但提供美味可口的果實給人，其樹下自然形成一條小路，喻意真誠待人，自能感召人心。日本東京成蹊大學即以此為名。
汉文帝：“惜乎，子不遇时！如令子当高帝时，万户侯岂足道哉！”（《史记·李将军列传第四十九》）
公孙昆邪：“李广才气，天下无双，自负其能，数与虏敌战，恐亡之。”（《史记·李将军列传第四十九》）
程不识：“李广军极简易，然虏卒犯之，无以禁也；而其士卒亦佚乐，咸乐为之死。”（《史记·李将军列传第四十九》）
班固：“李将军恂恂如鄙人，口不能出辞，及死之日，天下知与不知皆为流涕，彼其中心诚信于士大夫也。谚曰：“桃李不言，下自成蹊。”此言虽小，可以喻大。然三代之将，道家所忌，自广至陵，遂亡其宗，哀哉！”（《汉书·李广苏建传第二十四》）
司马贞：“猿臂善射，实负其能。解鞍却敌，圆阵摧锋。边郡屡守，大军再从。失道见斥，数奇不封。惜哉名将，天下无双！”（《史记·李将军列传第四十九》）
唐朝诗人对李广多有赞颂。《滕王阁序》中说“冯唐易老，李广难封”，也是为飞将军不能封侯而感慨。
黄震：“李广每战辄北，因踬终身。”
司马光：“效不识，虽无功，犹不败；效李广，鲜不覆亡。”
苏泂：“十载尊前，放歌起舞，人间酒户诗流。尽期君凌厉，羽翮高秋。世事几如人意，儒冠还负身谋。叹天生李广，才气无双，不得封侯。榆关万里，一去飘然，片云甚处神州。应怅望、家人父子，重见无由。陇水寂寥传恨，淮山宛转供愁。这回休也，燕鸿南北，长隔英游。”
叶适：“李广自用兵，人所不及，世或以常律论之，固非矣。”
陈元靓：“雄气旡敌，亦远斥候。能缚射雕，甞格猛兽。有勇有方，少年讷口。千载庙食，斯为不朽。”（《事林广记后集》）
解缙：“暴寇之来，必虑其强。善守勿应，若李广、田豫类此。”（《永乐大典》）
李东阳：“匈奴七十战，战战不得当。一当遂失道，愤激摧肝肠。君恩念数奇，将令抑不扬。白头耻下狱，饮泣横干将。“（《李东阳诗》）
王夫之：“获誉于士大夫之口，感动于流俗之心。”
黄道周：“李广为将，才气无双。世世受射，射无不当。三人与战，中责受伤：杀其二人，擒一以偿。孤军击敌，解鞍其傍。敌疑为诱，转奔而亡。不击刁斗，部伍偏强。凡战可侯，侯则未尝。细推其故，祸在杀降。速道自刭，天意难量。”（《广名将传》）

## 争议
異於一般「李廣是忠勇之士」的看法，有些人认为李广为人阴险、残暴，此般见解一般根据两件事情而来。
- 第一件，李广曾诱降陇西羌族叛军，然后把降卒800余人全部杀死。李广不能封侯也被当时著名的相士王朔认为是上天对他杀降的惩罚。

- 第二件，李广曾经公报私仇，杀掉了一个与他有过节的军官。李广战败丢官后，有次打猎经过南山，耽误了返回的时辰。按照规定，入夜后要封关不许通行，於是霸陵尉禁止他通过。李广要求通過，並稱自己是飛将军。霸陵尉表示：「现任的将军都不能通过，何況是以前的？」李广因此记恨在心，后来任右北平太守时，以人事调度的名义将霸陵尉招至自己辖内借机杀死。

此外，历史上对李广的欣赏多出自文人，兵家少有对李广的赞誉之词。李广一生对匈奴大小交战七十余次，“皆以力战为名”，能够拿上台面的胜仗却屈指可数，史书记载的更多是个人英雄行徑（如夺马出逃、神弓怯敌、力射石虎等等），而损兵折将、兵败不敌的次数却也不少。李广自己也认“不为後人，然无尺寸之功以得封邑者”（从不落在别人后面，却没有半点够封侯资格的军功）。宋人黄震《史记评林》说：“李广每战辄北，因踬终身。”司马光也认为：“效不识，虽无功，犹不败；效李广，鲜不覆亡。”此外李广心高气傲，常常意气行事，甚至有为了追杀三个匈奴兵，率百人追赶，结果被数千敌军包围的事例。在上谷作太守时，典属国公孙昆邪就曾经上书汉景帝说李广虽然“才气天下无双”，但是“自负其能”，担心他冒然与匈奴交战会吃大亏（李广因此被改调到上郡做太守）。
自古兵家向来崇尚治军严谨，而李广治军宽松，部队纪律性很差，甚至行军不列队（“廣行無部曲行陳”）、驻扎时只会就近找水边草地部营（“就善水草屯，舍止”），风气散漫且平时不练兵（“人人自便，不擊刀鬬以自衞”），管理军队的表册文书一律简化（“莫府省約文書籍事”），只依靠在远处派遣侦察兵才没遭过偷袭（“然亦遠斥候，未嘗遇害”），但因为带兵宽和愿同甘共苦而很受士兵欢迎（“將兵，乏絶處見水，士卒不盡飲，不近水；不盡餐，不嚐食；寬緩不苛，士以此愛樂爲用”）。虽然他得到了士兵的支持和爱戴，却犯了兵家大忌。在当时与李广齐名的另一名将程不识因为治军严格，列阵、部营、操练、文职都很严谨，军队丝毫不得松懈（“正部曲行伍營陳，擊刀鬬，士吏治軍簿至明，軍不得休息”），士兵们不喜欢到其帐下服役吃苦而更乐意去效命于李廣（“士卒亦多樂從李廣而苦程不識”）。而程不识本人对“李广军极简易”的评价则是：虽然“其士卒亦佚乐，咸乐为之死”（士兵们高兴，也乐意为他卖命），但是“然虏卒犯之，无以禁也”（一旦匈奴人来攻打，就顶不住了），“我军虽烦扰，然虏亦不得犯我”（我军虽然辛苦，但匈奴人也占不到我们便宜）。对此宋人何去非认为：“自汉师之加匈奴，广未尝不任其事，而广每至败衄废罪，无尺寸之功以取封爵，卒以失律自裁（者），由其治军不用纪律。……广之治军，欲其人人自安利也，至于部曲顿舍，警严管摄，一切驰略，以便其私而专为恩，所谓军之纪律者，未尝用也。”司马光也认为：“效不识，虽无功，犹不败；效李广，鲜不覆亡。（效仿程不识，就算不立功，也不会打败仗；效仿李广，很难不全军覆没。）”
明代黄淳耀评论：“李广非大将才也，行无部伍，人人自便，此以逐利乘便可也，遇大敌则覆矣。太史公叙广得意处，在为上郡以百骑御匈奴数千骑，射杀其将，解鞍纵卧，此固裨将之器也。若夫堂堂固阵，正正之旗，进如风雨，退如山岳，广岂足以乎此哉？淮南王谋反，只惮卫青与汲黯，而不闻及广。太史公以孤愤之故，叙广不啻出口，而传卫青若不值一钱，然随文读之，广与青之优劣终不掩。”评价李广虽为名将，却非良将。陈仁锡则说：“子长（司马迁）作传，必有一主宰。如《李广传》以‘不遇时’三字为主，《卫青传》以‘天幸’二字为主。”认为司马迁仅从李广豪情飞扬的个人魅力方面着眼，过度抬高了李广，并且淡化了出身低贱、谦逊低调但真正有功于社稷的卫青。明代大儒王夫之则更是评论李广“获誉于士大夫之口，感动于流俗之心”。李广终生不能封侯，以至于被后人评为“数奇”（运气不好），其实和他治军不严、缺乏管理才能和战略眼光导致军功不够是脱不了联系的。

## 家族
- 陇西李氏、唐朝皇室以及诗仙李白均自稱是李廣之後，但陇西李氏李晖仪的墓志自称李广堂弟李蔡后裔，罗新据此认为陇西李氏在北魏后期还没有将编造祖先谱系的工作完成。
- 堂弟李蔡，汉文帝的侍从，武骑常侍。汉景帝时军功赐二千石禄。后任汉武帝的第七个丞相执政四年。

### 子辈
- 长子李當戶，比李广早死，李陵为其遗腹子
- 次子李椒，代郡太守，比李广早死
- 三子李敢，关内侯，郎中令

### 孙辈
- 李陵
- 李禹，李敢之子
- 李氏，李敢之女，太子刘据所宠幸的妾室。[5]

## 艺术形象

### 影视
- 2001年《大汉天子》：迟国栋饰演李广
- 2004年《汉武大帝》：陆树铭饰演李广

## 延伸閱讀
[在维基数据编辑]
 《史記/卷109》，出自司馬遷《史記》
 《史記/卷111》，出自司馬遷《史記》
 《漢書·卷054》，出自班固《漢書》
 在维基共享资源阅览影像
衛青、霍去病的成功和李廣的失敗  （页面存档备份，存于）